# Guido Sari
Guido Sari (l'Alguer, 1950) és un escriptor i activista lingüístic alguerès.
El 1988 ell i el seu germà Aldo Sari van fundar l'Associació per a la Salvaguarda del Patrimoni Historico-cultural de l'Alguer, que des de 1990 organitza cursos gratuïts de català alguerès, i des de 1993 a 1999 de català estàndard amb la col·laboració de la Generalitat de Catalunya. En 1993 fou vocal i secretari de la secció local d'Òmnium Cultural i és responsable de la Coral Francesc Manunta. Des de 2010 és director de la Biblioteca Municipal Rafael Sari. El 2013 fou guardonat amb un dels Premis d'Actuació Cívica de la Fundació Lluís Carulla. És autor de llibres d'història, obres de teatre i articles.

## Obres
- La piazza fortificata di Alghero (1988)
- La cobla de la conquesta dels francesos a Cultura sarda del Trecento fra la Catalogna e l'Arborea: atti del V Simposio di Etnopoetica (2003) de l'Arxiu de Tradicions de l'Alguer, Armangué i Herrero, Joan [Publ.]. - Mogoro (2005)
- El català de l'Alguer: una llengua en risc d'extinció (2018)
- Una boníssima olor (2007) ISBN 978-88-7356-103-3
- Gugu (2007) ISBN 978-88-7356-101-9
- Ell (teatre, 2018)